# Тояма (залив)
Залив Тояма или Бухта Тояма (яп. 富山湾 тояма-ван) — полузакрытый залив на японском побережье Японского моря.
В залив впадают реки Дзёгандзи, Оябе, Сё, Куробе, Дзиндзу.
Площадь залива составляет около 2120 км². Максимальная глубина достигает 1250 м. По своим характеристикам он похож на тихоокеанские заливы Суруга и Сагами. Перепад высот между дном залива и вершинами окружающих его гор составляет около 4 км.
Залив образован полуостровом Ното, выдающимся в Японское море. В восточное побережье полуострова из залива вдаётся бухта Нанао, которую делит на несколько частей большой остров Ното (46,78 км²). Бухта сообщается с заливом через проливы Огути и Когути. На востоке залив ограничен мысом Икудзибана (生地鼻) около устья Дзёгандзи. На побережье залива расположены города Куробе, Уодзу, Намерикава, Тояма, Такаока и Хими. На юге залив омывает равнину Тояма.
Тояма отличается большим перепадом глубин и узким шельфом (менее 1 км) и является одним из трёх важнейших глубоководных заливов Японии — за 20 км его глубина падает более чем на 1000 м. Подводная впадина Тояма длиной в 750 км достигает центра Японского моря.
Воды залива делятся на несколько зон — поверхностные прибрежные воды с низкой солёностью, тёплая вода Цусимского течения на глубинах 200—300 м, и воды Японского моря на глубинах свыше 300 м, занимающие около 60 % объёма залива. Для глубинных вод характерны стабильная температура, высокое содержание неорганических питательных веществ и чистота.
Средний объём воды, попадающей в залив из рек Оябе, Сё, Дзиндзу, Дзёгандзи и Куробе составляет, соответственно, 60,37; 33,05; 172,77; 19,31 и 86,48 м³/с. Они являются важным источником биогенных веществ в заливе. С 1970-х годов наблюдается эвтрофикация залива, усилившаяся в конце 1990-х годов. В 2002 префектура Тояма приняла план по улучшению качества воды в заливе, но к середине 2010-х годов его цели не были достигнуты. Согласно исследованию 2011 года, общий уровень загрязнения в заливе низкий, основным источником загрязнения (68 %) является промышленность.
Температура воды на глубине до 150 м однородна с декабря по апрель (с февраля до середины апреля сохраняется температутра в 10 °C). С апреля по сентябрь образуется сезонный термоклин на глубине около 50 м, верхний слой прогревается в этот период до >26 °C. Сезонные изменения температуры полностью отсутствуют на глубинах более 300 м. На глубине между 150 и 300 м существует постоянный термоклин, ниже которого вода сохраняет температуру 2 °C.
Кроме того, на глубине до 150 м наблюдаются сезонные изменения солёности. На глубинах 50—150 м солёность сохранялась на уровне >34,2 ‰ с июня по февраль. Максимум в >34,4 ‰ наблюдался на глубинах 75—100 м в августе и сентябре. Источником более солёной воды является тёплое Цусимское течение (34,2—34,7 ‰). Наименьшая солёность (<33,0 ‰) наблюдалась на глубинах до 20 м с августа по ноябрь. Кроме того, речная вода периодически понижает солёность в центральной части залива. На глубинах более 300 м вода сохраняет постоянную солёность. Вода солёностью 34,05—34,10 ‰ и температурой <1 °C характерна для глубоких слоёв (более 350 м) всего Японского моря.
Цусимское течение (ответвление Куросио) доминирует в верхних слоях залива. Оно огибает полуостров Ното, а потом движется по заливу против часовой стрелки и уходит в Японское море в восточной части залива. Течение приносит в залив тёплую и солёную воду. Кроме того, приповерхностные слои питаются реками (11 500 млн м³/год), осадками (около 20 100 млн м³/год) и грунтовыми водами (около 3300 млн м³/год).
Залив богат рыбой благодаря сложному профилю дна и сочетанию тёплого и холодного течений, в нём ловят многие виды рыбы и прочих морских животных, всего в нём водится более 500 видов рыбы. Залив Тояма является одним из главных источников морепродуктов в Японии, наряду с Токио и Осакой.
Залив знаменит кальмарами-светлячками Watasenia scintillans, которые собираются в его водах в больших количествах с марта по июнь и вызывают заметное свечение голубовато-белого цвета. Кроме их вылова проводятся экскурсионные поездки по ночному заливу.
На глубине водятся гигантский осьминог и бельдюговые; ближе к поверхности — шишечниковые и Inimicus didactylus
На глубине 20—40 м на шельфе у устья Куробе найден древний затопленный лес возрастом 8—10 тыс. лет.
Дно центральной часть залива площадью 7290 км² считается экологически или биологически значимой морской зоной (яп. 生物多様性の観点から重要度の高い海域), охраняются коралловые полипы Melithaea flabellifera (Alcyonacea).